# إمبراير إي إم بي 312 توكانو
إمبراير توكانو إي إم بي 312  (بالإنجليزية: Embraer EMB 312 Tucano) هي طائرة تدريب أساسي، ذات محرك توربيني واحد وجناح منخفض ومقعدين. أُنتجت في 1980 بالبرازيل. من صناعة إمبراير. تستخدم بشكل أساسي من قبل القوات الجوية البرازيلية. كان أول طيران لها في 16 أغسطس 1980. ومازالت في الخدمة حتى الآن. صنع منها 664 طائرة، وسعر الطائرة الواحدة منها هو T-27: 900,000 (1981) دولار.
تم تسليم الدفعة الأولي عام 1983، تم تصنيع حوالي 500 طائرة حتي الآن، وتتواجد بالخدمة لدي العديد من الدول على مستوي العالم منها البرازيل والعراق وفنزويلا وفرنسا وإيران ومصر وكولومبيا.

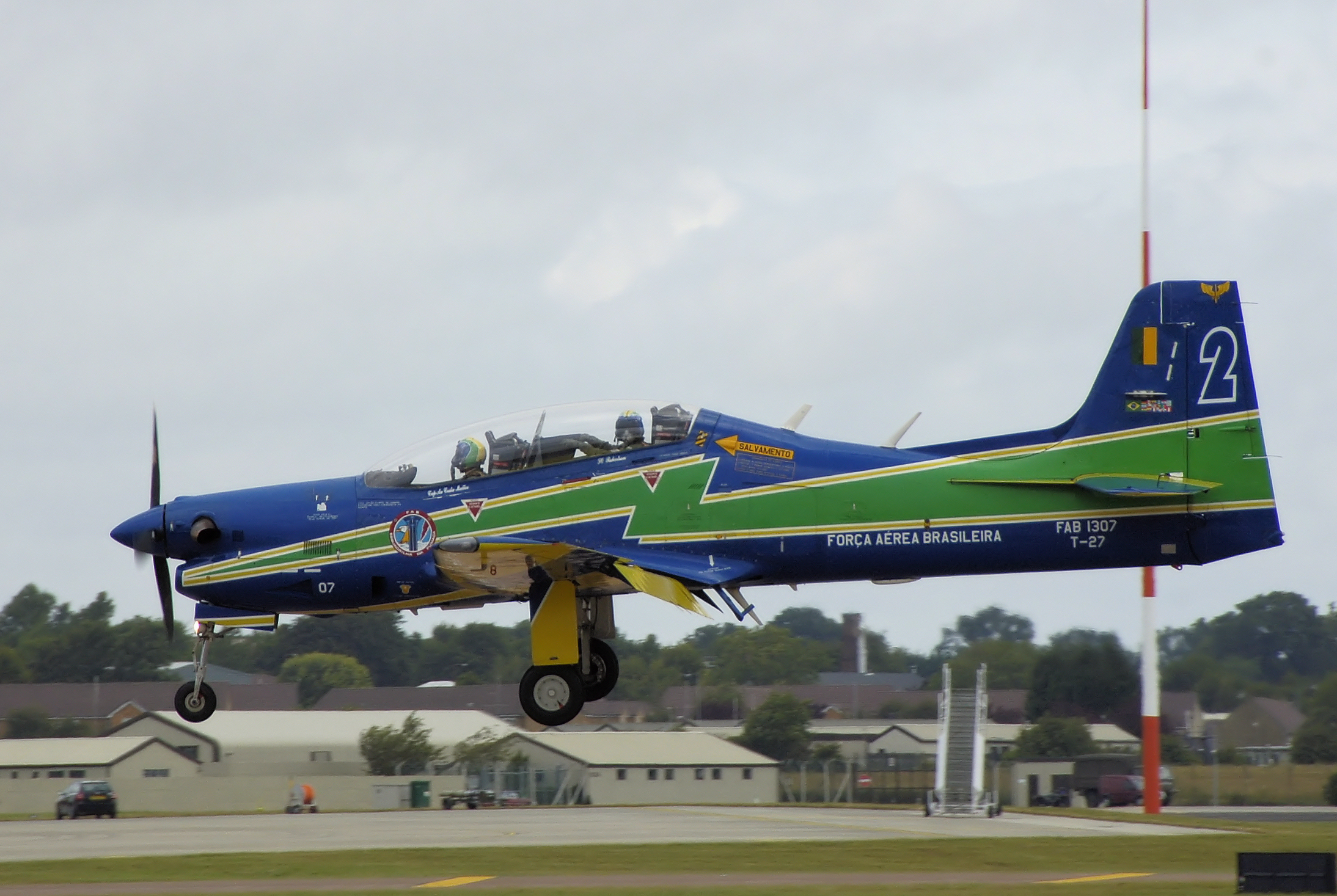
طائرة إيه إم بى 312

## المستخدمون
- القوات الجوية البرازيلية
- القوات الجوية الفرنسية
- سلاح الجو الأرجنتيني